# Lijst van voetbalinterlands Congo-Kinshasa - Libië
Deze lijst van voetbalinterlands is een overzicht van alle officiële voetbalwedstrijden tussen de nationale teams van Congo-Kinshasa en Libië. De landen hebben tot op heden tien keer tegen elkaar gespeeld. De eerste ontmoeting was een kwalificatiewedstrijd voor de Afrika Cup 2004 op 8 september 2002 in Tripoli. Het laatste duel, een groepswedstrijd tijdens het African Championship of Nations 2020, werd gespeeld in Douala (Kameroen) op 21 januari 2021.

## Wedstrijden
| №  | Plaats   | Datum            | Competitie                           | Wedstrijd              | Uitslag |
| -- | -------- | ---------------- | ------------------------------------ | ---------------------- | ------- |
| 1  | Tripoli  | 8 september 2002 | Afrika Cup 2004 kwalificatie         | Libië − Congo-Kinshasa | 3 − 2   |
| 2  | Kinshasa | 22 juni 2003     | Afrika Cup 2004 kwalificatie         | Congo-Kinshasa − Libië | 2 − 1   |
| 3  | Parijs   | 16 november 2005 | Vriendschappelijk                    | Libië − Congo-Kinshasa | 2 − 1   |
| 4  | Tripoli  | 8 oktober 2006   | Afrika Cup 2008 kwalificatie         | Libië − Congo-Kinshasa | 1 − 1   |
| 5  | Kinshasa | 8 september 2007 | Afrika Cup 2008 kwalificatie         | Congo-Kinshasa − Libië | 1 − 1   |
| 6  | Kinshasa | 24 maart 2013    | WK 2014 kwalificatie                 | Congo-Kinshasa − Libië | 0 − 0   |
| 7  | Tripoli  | 7 juni 2013      | WK 2014 kwalificatie                 | Libië − Congo-Kinshasa | 0 − 0   |
| 8  | Kinshasa | 8 oktober 2016   | WK 2018 kwalificatie                 | Congo-Kinshasa − Libië | 4 − 0   |
| 9  | Monastir | 7 oktober 2017   | WK 2018 kwalificatie                 | Libië − Congo-Kinshasa | 1 − 2   |
| 10 | Douala   | 21 januari 2021  | African Championship of Nations 2020 | Libië − Congo-Kinshasa | 1 − 1   |

## Samenvatting
| Competitie                      | Totaal gespeeld | Winst Congo-Kinsh. | Gelijk | Winst Libië | Doelsaldo Congo-Kinsh. – Libië |
| ------------------------------- | --------------- | ------------------ | ------ | ----------- | ------------------------------ |
| WK-kwalificatie                 | 4               | 2                  | 2      | 0           | 6 − 1                          |
| Afrika Cup-kwalificatie         | 4               | 1                  | 2      | 1           | 6 − 6                          |
| African Championship of Nations | 1               | 0                  | 1      | 0           | 1 − 1                          |
| Vriendschappelijk               | 1               | 0                  | 0      | 1           | 1 − 2                          |
| Totaal                          | 10              | 3                  | 5      | 2           | 14 − 10                        |

Wedstrijden bepaald door strafschoppen worden, in lijn met de FIFA, als een gelijkspel gerekend.
FECOFA · Bondscoaches · Selecties · A-internationals · Vrouwenelftal van Congo-Kinshasa
1960 – 1969 ·
1970 – 1979 ·
1980 – 1989 ·
1990 – 1999 ·
2000 – 2009 ·
2010 – 2019 ·
2020 – 2029
AC 1965 ·
AC 1968 ·
AC 1970 ·
AC 1972 ·
AC 1974 ·
WK 1974 ·
AC 1976 ·
AC 1988 ·
AC 1992 ·
AC 1994 ·
AC 1996 ·
AC 1998 ·
AC 2000 ·
AC 2002 ·
AC 2004 ·
AC 2006 ·
AC 2013
1963 ·
1964 · 
1965 ·
1966 · 
1967 ·
1968 · 
1969 ·
1970 · 
1971 ·
1972 · 
1973 ·
1974 · 
1975 · 
1976 ·
1977 · 
1978 ·
1979 ·
1979 · 
1980 ·
1980 · 
1981 ·
1982 ·
1983 ·
1984 · 
1985 ·
1986 · 
1987 ·
1988 · 
1989 ·
1990 · 
1991 ·
1992 · 
1993 ·
1994 · 
1995 ·
1996 · 
1997 ·
1998 · 
1999 ·
2000 · 
2001 ·
2002 · 
2003 ·
2004 · 
2005 · 
2006 ·
2007 · 
2008 ·
2009 · 
2010 · 
2011 ·
2012 · 
2013 · 
2014 ·
2015 ·
2016 ·
2017 ·
2018 ·
2019 ·
2020 ·
2021 ·
2022 ·
2023
Algerije ·
Angola ·
Bahrein ·
Benin ·
Botswana ·
Brazilië ·
Burkina Faso ·
Burundi ·
Centraal-Afrikaanse Republiek ·
China ·
Congo-Brazzaville ·
Djibouti ·
Egypte ·
Equatoriaal-Guinea ·
Ethiopië ·
Gabon ·
Gambia ·
Ghana ·
Guinee ·
Irak ·
Ivoorkust ·
Joegoslavië ·
Kaapverdië ·
Kameroen ·
Kenia ·
Lesotho ·
Liberia ·
Libië ·
Madagaskar ·
Malawi ·
Mali ·
Marokko ·
Mauritanië ·
Mauritius ·
Mexico ·
Mozambique ·
Namibië ·
Nieuw-Zeeland ·
Niger ·
Nigeria ·
Oeganda ·
Oman ·
Qatar ·
Roemenië ·
Rwanda ·
Saoedi-Arabië ·
Schotland ·
Senegal ·
Seychellen ·
Sierra Leone ·
Soedan ·
Swaziland ·
Tanzania ·
Togo ·
Tsjaad ·
Tunesië ·
Zambia ·
Zimbabwe ·
Zuid-Afrika ·
Zuid-Soedan
LFF · A-internationals · Bondscoaches · Libisch vrouwenelftal · Olympisch elftal
1960 – 1969 · 
1970 – 1979 · 
1980 – 1989 · 
1990 – 1999 · 
2000 – 2009 · 
2010 – 2019 ·
2020 − 2029
1964 · 
1965 · 
1966 · 
1967 · 
1968 · 
1969 · 
1970 · 
1971 · 
1972 · 
1973 · 
1974 · 
1975 · 
1976 · 
1977 · 
1978 · 
1979 · 
1980 · 
1981 · 
1982 · 
1983 · 
1984 · 
1985 · 
1986 · 
1987 · 
1988 · 
1989 · 
1990 · 
1991 · 
1992 · 
1993 · 
1994 · 
1995 · 
1996 · 
1997 · 
1998 · 
1999 · 
2000 · 
2001 · 
2002 · 
2003 · 
2004 · 
2005 · 
2006 · 
2007 · 
2008 · 
2009 · 
2010 · 
2011 · 
2012 · 
2013 ·
2014 ·
2015 ·
2016 ·
2017 ·
2018 ·
2019 ·
2020 ·
2021 ·
2022 ·
2023
Algerije ·
Angola ·
Argentinië ·
Bahrein ·
Benin ·
Botswana ·
Burkina Faso ·
Canada ·
Centraal-Afrikaanse Republiek ·
Comoren ·
Congo-Brazzaville ·
Congo-Kinshasa ·
Egypte ·
Equatoriaal-Guinea ·
Ethiopië ·
Gabon ·
Gambia ·
Ghana ·
Griekenland ·
Guinee ·
Indonesië ·
Irak ·
Iran ·
Ivoorkust ·
Jemen ·
Jordanië ·
Kaapverdië ·
Kameroen ·
Kazachstan ·
Kenia ·
Koeweit ·
Lesotho ·
Libanon ·
Liberia ·
Malawi ·
Maleisië ·
Mali ·
Malta ·
Marokko ·
Mauritanië ·
Mauritius ·
Mozambique ·
Myanmar ·
Namibië ·
Niger ·
Nigeria ·
Oeganda ·
Oekraïne ·
Oman ·
Palestina ·
Polen ·
Qatar ·
Rwanda ·
Sao Tomé en Principe ·
Saoedi-Arabië ·
Senegal ·
Seychellen ·
Soedan ·
Swaziland ·
Syrië ·
Tanzania ·
Thailand ·
Togo ·
Tsjaad ·
Tunesië ·
Turkije ·
Uruguay ·
Verenigde Arabische Emiraten ·
Wit-Rusland ·
Zambia ·
Zimbabwe ·
Zuid-Afrika ·
Zuid-Korea